# مشققة
المُشَقَّقة أو الرُّتَيْمِيَّة (الاسم العلمي Schizaeaceae)، فصيلة نباتات برية من السرخس. تضم ثلاث فُصيلات وأربعة أجناس وحوالي 190 نوعًا. وهي موزعة بشكل رئيسي في المناطق المدارية، ولكن توجد العديد من الأنواع في المناطق المعتدلة في أمريكا الشمالية وجنوب أفريقيا وأستراليا وشمال شرق أسيا.